# Diocesi di Kielce
La diocesi di Kielce (in latino Dioecesis Kielcensis) è una sede della Chiesa cattolica in Polonia suffraganea dell'arcidiocesi di Cracovia. Nel 2021 contava 739.002 battezzati su 811.981 abitanti. È retta dal vescovo Jan Piotrowski.

## Territorio
La diocesi comprende i distretti di Kielce, di Busko-Zdrój, di Jędrzejów, di Kazimierza Wielka, di Pińczów, e di Włoszczowa nella parte occidentale del Voivodato della Santacroce.
Sede vescovile è la città di Kielce, dove si trova la cattedrale dell'Assunzione di Maria Vergine. In diocesi sorgono 3 basiliche minori: la basilica del Santo Sepolcro a Miechów, la basilica della Natività della Beata Vergine Maria a Wiślica, e la basilica di San Martino di Tours a Pacanów.
Il territorio è suddiviso in 27 decanati e 304 parrocchie.

## Storia
In seguito alla terza terza spartizione della Polonia (1795), la monarchia asburgica inglobò nei propri territori anche la Galizia occidentale, dove si trovava la diocesi di Cracovia. Il governo asburgico progettò di sopprimere la diocesi di Tarnów e di inglobare nuovamente il suo territorio in quello di Cracovia, e contestualmente erigere una nuova sede episcopale a Kielce. Queste disposizioni furono accolte da papa Pio VII, il quale, il 13 giugno 1805, con la bolla Indefessum personarum, eresse la diocesi di Kielce. Allo stesso tempo il capitolo della cattedrale di Tarnów, la cui diocesi fu soppressa, fu trasferito a Kielce. La nuova diocesi comprendeva 216 parrocchie sottratte alla diocesi di Cracovia, 84 parrocchie che appartenevano all'arcidiocesi di Gniezno e che ora si trovavano in territorio asburgico, e 44 parrocchie cedute dalla diocesi di Chełm.
Dopo il congresso di Vienna e la nascita del regno del Congresso, intervennero nuove modifiche territoriali per adattare le diocesi alle nuove condizioni geo-politiche e ai voivodati che costituivano il nuovo regno. Il 30 giugno 1818 la sede vescovile di Kielce fu traslata a Sandomierz da Pio VII con la bolla Ex imposita nobis, dando origine alla diocesi di Sandomierz, con la contestuale soppressione della diocesi di Kielce. A Sandomierz andarono 198 parrocchie, mentre 112 parrocchie ritornarono alla diocesi di Cracovia e 43 furono cedute alla diocesi di Lublino (oggi arcidiocesi).
Nella seconda metà dell'Ottocento Kielce fu sede di vicari apostolici, a cui fu affidata l'amministrazione della parte della diocesi di Cracovia, che faceva parte del regno del Congresso. Furono amministratori Maciej Majerczak, vescovo titolare di Gerico (1862-1870), e Tomasz Teofil Kuliński, vescovo titolare di Satala di Armenia (1872-1883).
Successivamente agli accordi presi con il governo russo, il 28 dicembre 1882 papa Leone XIII con la bolla Ut primum Catholicae Ecclesiae ristabilì la diocesi di Kielce, suffraganea dell'arcidiocesi di Varsavia, costituita da 8 decanati e 229 parrocchie già appartenute alla diocesi di Cracovia.
Nel 1918 la diocesi contava 25 decanati, 262 parrocchie, 365 sacerdoti e oltre un milione di fedeli.
Il 28 ottobre 1925, in forza della bolla Vixdum Poloniae unitas di papa Pio XI, la diocesi cedette una porzione del suo territorio a vantaggio dell'erezione della diocesi di Częstochowa (oggi arcidiocesi), e contestualmente entrò a far parte della provincia ecclesiastica di Cracovia.
Negli anni cinquanta il vescovo Kaczmarek fu accusato di spionaggio e incarcerato dal 1951 al 1957.
Il 25 marzo 1992 la riorganizzazione territoriale in forza della bolla di papa Giovanni Paolo II Totus tuus Poloniae populus ha modificato i confini diocesani e l'assetto dei decanati in cui è suddivisa la diocesi. Contestualmente ha ceduto una porzione di territorio a vantaggio dell'erezione della diocesi di Sosnowiec.

## Cronotassi dei vescovi
Si omettono i periodi di sede vacante non superiori ai 2 anni o non storicamente accertati.
- Wojciech Górski † (26 giugno 1805 - 1º febbraio 1818 deceduto)
  - Sede soppressa (1818-1882)
- Tomasz Teofil Kuliński † (15 marzo 1883 - 8 gennaio 1907 deceduto)
  - Sede vacante (1907-1910)
- Augustyn Łosiński † (26 aprile 1910 - 3 marzo 1937 deceduto)
- Czesław Kaczmarek † (24 maggio 1938 - 26 agosto 1963 deceduto)
  - Jan Jaroszewicz † (13 settembre 1963 - 20 marzo 1967 nominato vescovo di Kielce) (amministratore apostolico)
- Jan Jaroszewicz † (20 marzo 1967 - 17 aprile 1980 deceduto)
- Stanisław Szymecki † (27 marzo 1981 - 15 maggio 1993 nominato arcivescovo di Białystok)
- Kazimierz Ryczan † (17 luglio 1993 - 11 ottobre 2014 ritirato)
- Jan Piotrowski, dall'11 ottobre 2014

## Galleria d'immagini

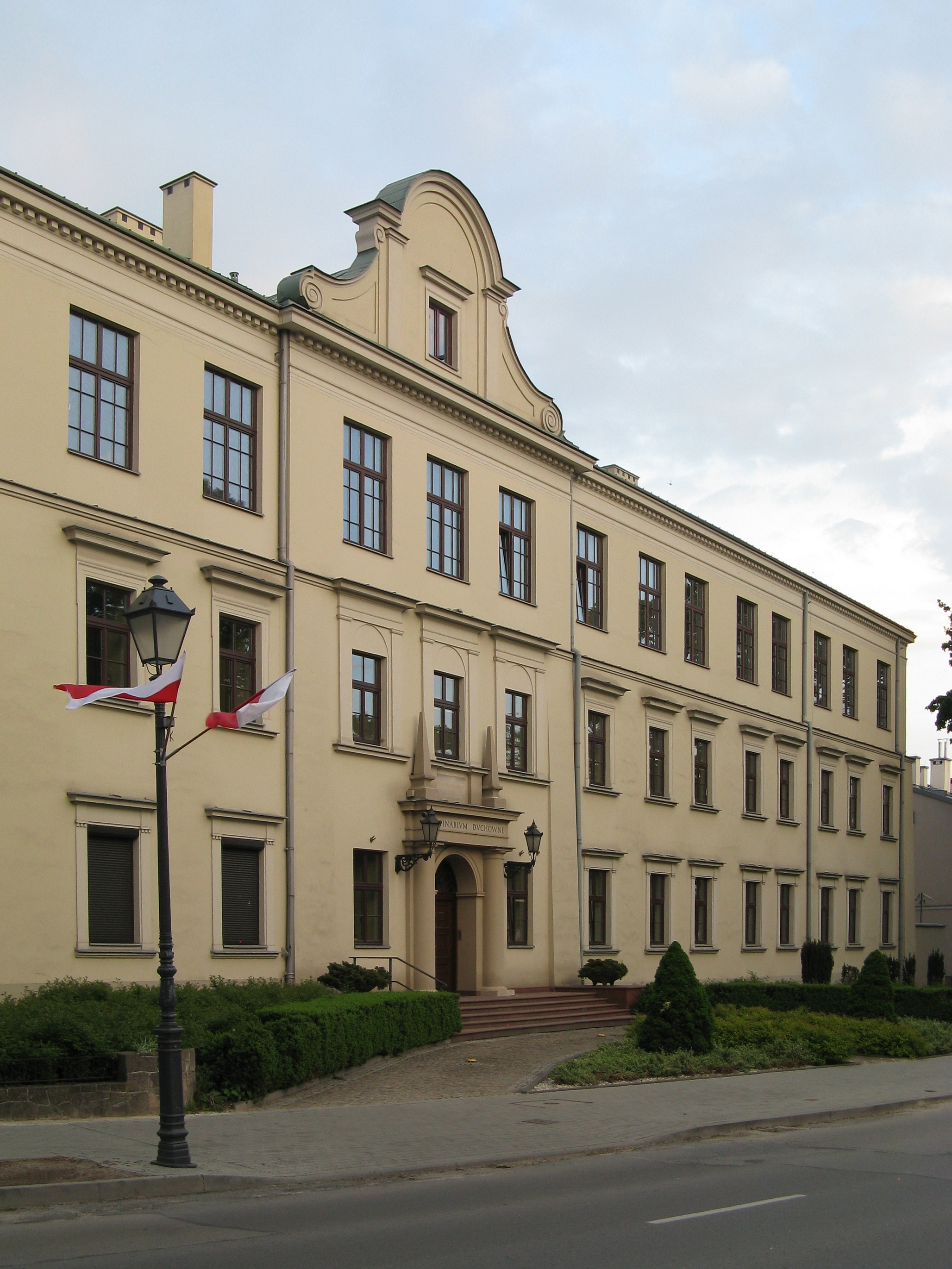
Il seminario diocesano
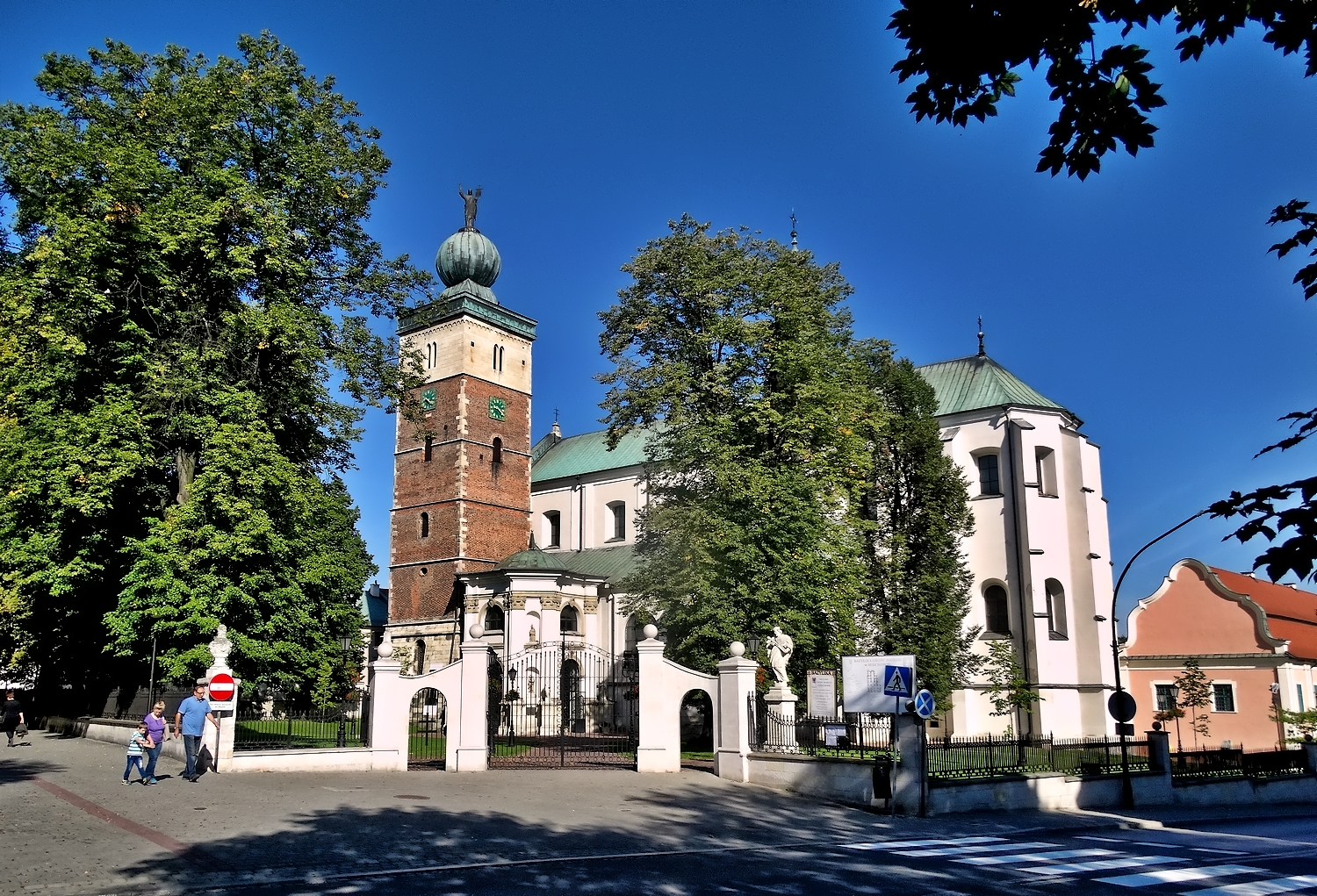
La basilica del Santo Sepolcro a Miechów
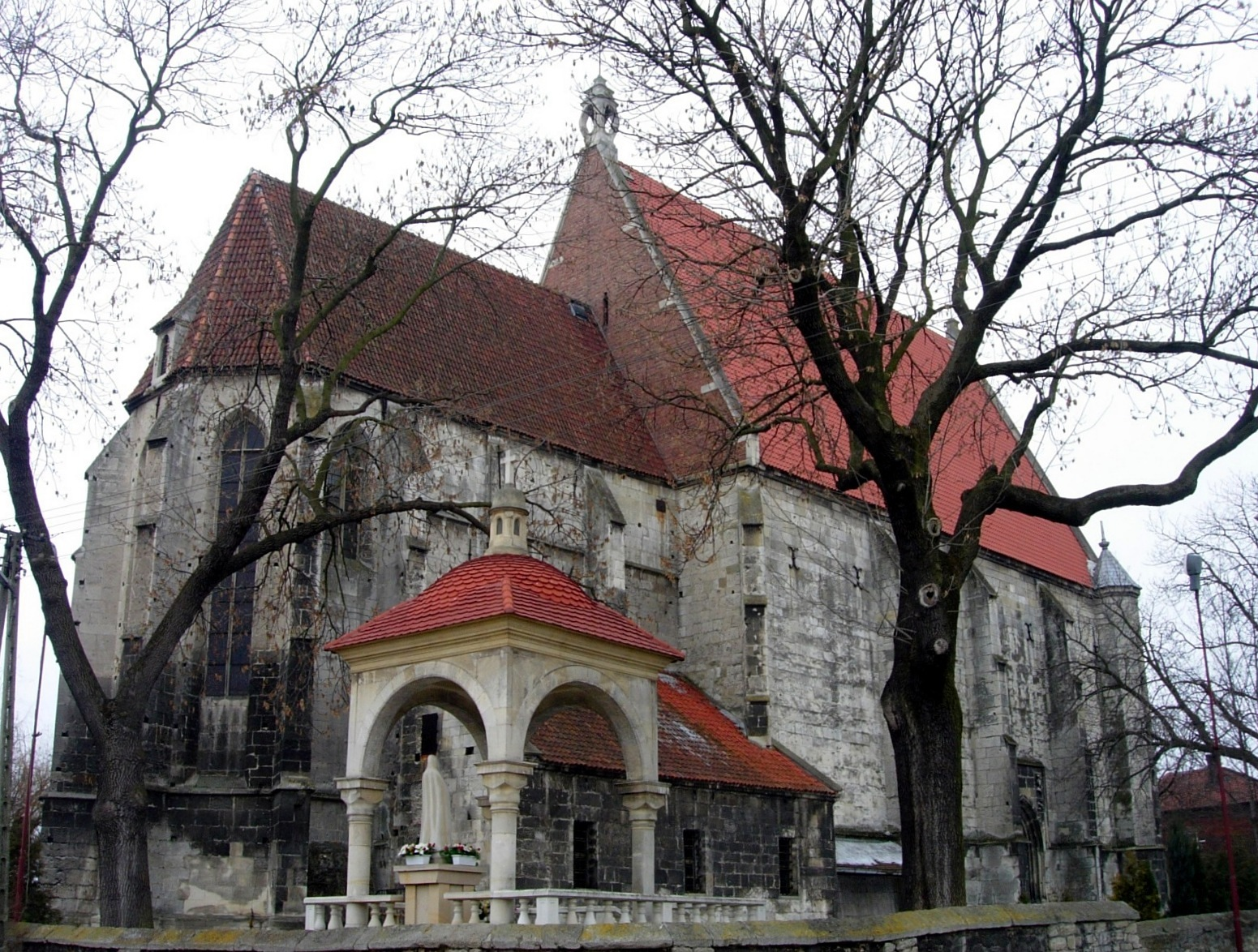
La basilica della Natività della Beata Vergine Maria a Wiślica
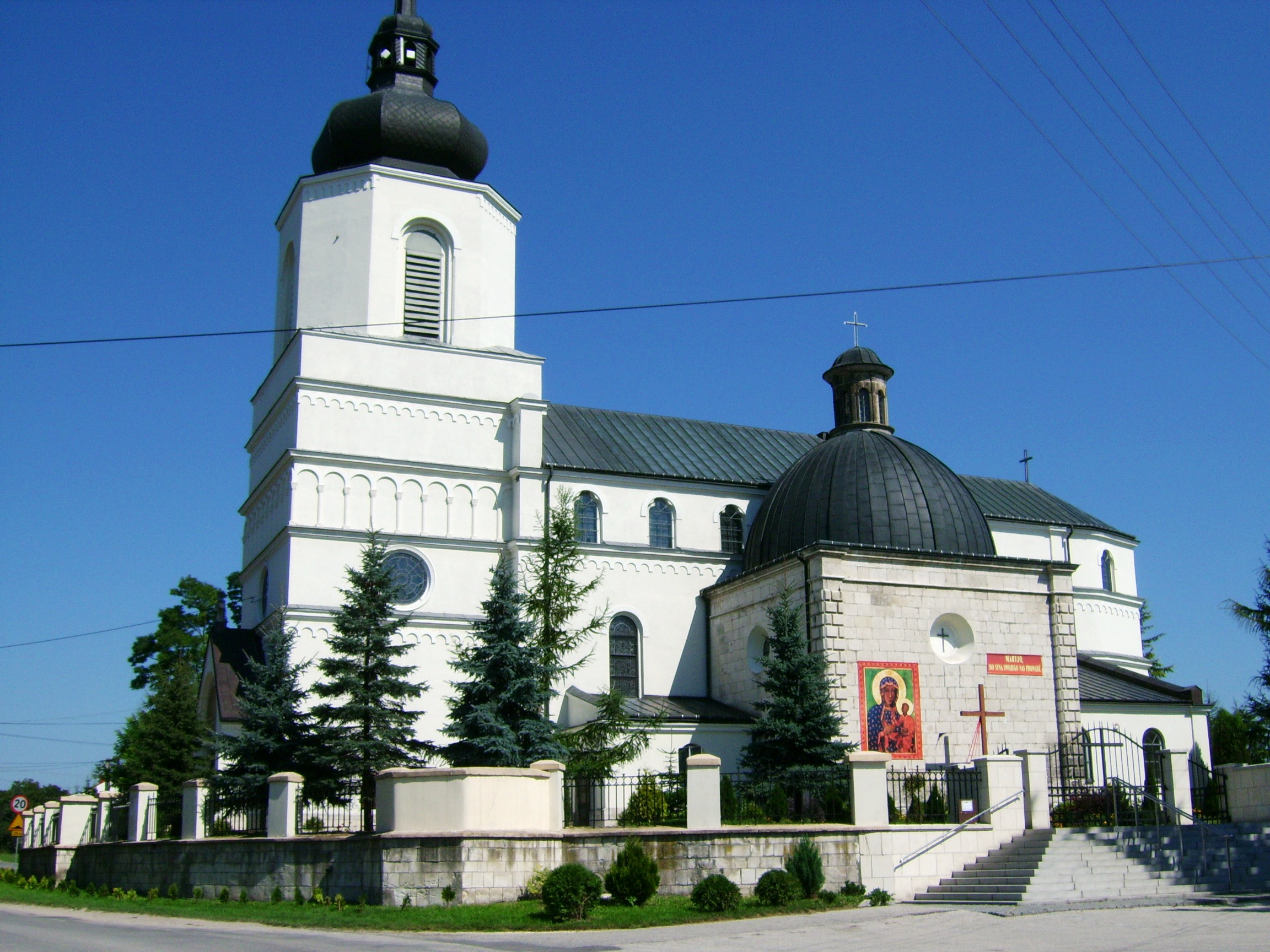
La basilica di San Martino di Tours a Pacanów

## Statistiche
La diocesi nel 2021 su una popolazione di 811.981 persone contava 739.002 battezzati, corrispondenti al 91,0% del totale.
| anno | popolazione | popolazione | popolazione | presbiteri | presbiteri | presbiteri | presbiteri                | diaconi | religiosi | religiosi | parrocchie |
| anno | battezzati  | totale      | %           | numero     | secolari   | regolari   | battezzati per presbitero | diaconi | uomini    | donne     | parrocchie |
| ---- | ----------- | ----------- | ----------- | ---------- | ---------- | ---------- | ------------------------- | ------- | --------- | --------- | ---------- |
| 1950 | 840.000     | 842.000     | 99,8        | 392        | 369        | 23         | 2.142                     |         | 25        | 428       | 241        |
| 1970 | 897.860     | 920.400     | 97,6        | 579        | 525        | 54         | 1.550                     |         | 79        | 518       | 247        |
| 1980 | 933.973     | 1.000.000   | 93,4        | 616        | 557        | 59         | 1.516                     |         | 78        | 535       | 258        |
| 1990 | 969.993     | 974.783     | 99,5        | 680        | 614        | 66         | 1.426                     |         | 91        | 522       | 321        |
| 1999 | 815.000     | 840.000     | 97,0        | 671        | 598        | 73         | 1.214                     |         | 89        | 397       | 297        |
| 2000 | 810.000     | 820.000     | 98,8        | 653        | 603        | 50         | 1.240                     |         | 62        | 386       | 297        |
| 2001 | 793.239     | 817.587     | 97,0        | 660        | 610        | 50         | 1.201                     |         | 63        | 382       | 300        |
| 2002 | 767.604     | 792.993     | 96,8        | 682        | 622        | 60         | 1.125                     |         | 84        | 402       | 300        |
| 2003 | 768.525     | 788.824     | 97,4        | 687        | 627        | 60         | 1.118                     |         | 87        | 417       | 300        |
| 2004 | 761.510     | 785.248     | 97,0        | 687        | 627        | 60         | 1.108                     |         | 84        | 404       | 300        |
| 2006 | 774.142     | 796.246     | 97,2        | 718        | 658        | 60         | 1.078                     |         | 88        | 411       | 303        |
| 2013 | 768.743     | 813.525     | 94,5        | 729        | 669        | 60         | 1.054                     |         | 85        | 352       | 303        |
| 2016 | 769.000     | 805.147     | 95,5        | 717        | 657        | 60         | 1.072                     |         | 76        | 313       | 304        |
| 2019 | 754.000     | 810.960     | 93,0        | 801        | 681        | 120        | 941                       |         | 143       | 317       | 304        |
| 2021 | 739.002     | 811.981     | 91,0        | 781        | 661        | 120        | 946                       |         | 140       | 305       | 304        |